# 브뤼아 분해
리 군 이론에서, 브뤼아 분해(영어: Bruhat decomposition)는 가우스-요르단 소거법을 임의의 리 군에 대하여 일반화한 분해이다.

## 정의
{\displaystyle G}가 대수적으로 닫힌 체에 대한 연결 가약군이라고 하자. 그렇다면, {\displaystyle G}의 보렐 부분군(최대 가해 부분군)을 {\displaystyle B\subset G}라고 하며, {\displaystyle G}의 바일 군을 {\displaystyle W}라고 하자. 그렇다면 다음이 성립한다.
{\displaystyle G=\bigsqcup _{w\in W}BwB}
여기서
{\displaystyle BwB=\{b_{1}wb_{2}|b_{1},b_{2}\in B\}}
는 양방향 잉여류이며, {\displaystyle \bigsqcup }은 서로소 합집합을 의미한다.

## 예
{\displaystyle k}가 대수적으로 닫힌 체라고 하고, {\displaystyle G}가 일반선형군 {\displaystyle \operatorname {GL} (n;k)}라고 하자. 그렇다면 그 보렐 부분군은 상삼각행렬군
{\displaystyle \operatorname {Upper} (n;k)=\{M\in \operatorname {GL} (n;k)|\forall i>j\colon M_{ij}=0\}}
이며, 그 바일 군은 대칭군 {\displaystyle \operatorname {Weyl} (G)=S_{n}}이다. 그렇다면 브뤼아 분해에 따라서 임의의 가역 정사각행렬 {\displaystyle M\in \operatorname {GL} (n;k)}을 다음과 같이 분해할 수 있다.
{\displaystyle M=U_{1}PU_{2}}
여기서 {\displaystyle U_{1},U_{2}\in \operatorname {Upper} (n;k)}이며, {\displaystyle P}는 치환행렬(permutation matrix)이다. 즉,
{\displaystyle U_{1}^{-1}MU_{2}^{-2}=P}
이다. 따라서, 모든 가역행렬은 양쪽에 상삼각행렬들을 곱해 치환행렬로 놓을 수 있다. 이것은 사실상 연립일차방정식의 풀이와 같으며, 즉 가우스 소거법에 해당한다.

## 슈베르트 세포와의 관계
리 군을 그 보렐 부분군에 대하여 잉여류 공간을 취한 몫공간을 (일반화) 깃발 공간(영어: flag variety)이라고 하며, 브뤼아 분해는 깃발 공간의 세포 분해를 정의한다. 이 경우, 바일 군의 각 원소는 깃발 공간의 세포에 대응하며, 이를 슈베르트 세포(영어: Schubert cell)라고 한다. 슈베르트 세포의 차원은 대응하는 바일 군의 (콕서터 군으로서의) 단어 길이(영어: word length, 군의 원소를 반사들의 합성으로 썼을 때 반사들의 수의 최솟값)이다.
예를 들어, 최고차 슈베르트 세포는 유일하며, 이는 콕서터 군의 유일한 최장(最長) 원소에 대응한다.

## 역사
프랑수아 브뤼아(프랑스어: François Bruhat)가 고전군에 대하여 정의하였고, 이를 클로드 슈발레가 일반화하였다.

## 같이 보기
- 이와사와 분해